# Liste des planètes mineures (161001-162000)
Voici la liste des planètes mineures numérotées de 161001 à 162000. Les planètes mineures sont numérotées lorsque leur orbite est confirmée, ce qui peut parfois se produire longtemps après leur découverte. Elles sont classées ici par leur numéro et donc approximativement par leur date de découverte.

## Planètes mineures 161001 à 162000

### 161001-161100
| Nom               | Désignation provisoire | Date de la découverte | Découvreur                     |
| ----------------- | ---------------------- | --------------------- | ------------------------------ |
| (161001)          | 2002 CG310             | 6 février 2002        | NEAT                           |
| (161002)          | 2002 CQ314             | 11 février 2002       | LINEAR                         |
| (161003)          | 2002 DA2               | 19 février 2002       | LINEAR                         |
| (161004)          | 2002 DV3               | 19 février 2002       | LINEAR                         |
| (161005)          | 2002 DV19              | 16 février 2002       | NEAT                           |
| (161006)          | 2002 EV2               | 10 mars 2002          | Juels, C. W., Holvorcem, P. R. |
| (161007)          | 2002 EL32              | 10 mars 2002          | NEAT                           |
| (161008)          | 2002 EO40              | 9 mars 2002           | LINEAR                         |
| (161009)          | 2002 EP41              | 12 mars 2002          | LINEAR                         |
| (161010)          | 2002 EK46              | 11 mars 2002          | NEAT                           |
| (161011)          | 2002 EU47              | 12 mars 2002          | NEAT                           |
| (161012)          | 2002 EK65              | 13 mars 2002          | LINEAR                         |
| (161013)          | 2002 EF74              | 13 mars 2002          | LINEAR                         |
| (161014)          | 2002 ES80              | 13 mars 2002          | NEAT                           |
| (161015)          | 2002 EY86              | 9 mars 2002           | LINEAR                         |
| (161016)          | 2002 EG92              | 13 mars 2002          | LINEAR                         |
| (161017)          | 2002 EP106             | 9 mars 2002           | LONEOS                         |
| (161018)          | 2002 EU107             | 10 mars 2002          | NEAT                           |
| (161019)          | 2002 EM115             | 10 mars 2002          | NEAT                           |
| (161020)          | 2002 EK158             | 5 mars 2002           | Sloan Digital Sky Survey       |
| (161021)          | 2002 EC161             | 10 mars 2002          | Bohyunsan                      |
| (161022)          | 2002 EP161             | 14 mars 2002          | NEAT                           |
| (161023)          | 2002 FL2               | 19 mars 2002          | Yeung, W. K. Y.                |
| (161024)          | 2002 FM7               | 23 mars 2002          | Pauwels, T.                    |
| (161025)          | 2002 FP11              | 16 mars 2002          | LINEAR                         |
| (161026)          | 2002 FP32              | 21 mars 2002          | NEAT                           |
| (161027)          | 2002 FM38              | 30 mars 2002          | NEAT                           |
| (161028)          | 2002 GS7               | 14 avril 2002         | Yeung, W. K. Y.                |
| (161029)          | 2002 GJ42              | 4 avril 2002          | NEAT                           |
| (161030)          | 2002 GR62              | 8 avril 2002          | NEAT                           |
| (161031)          | 2002 GA65              | 8 avril 2002          | NEAT                           |
| (161032)          | 2002 GP65              | 8 avril 2002          | NEAT                           |
| (161033)          | 2002 GW84              | 10 avril 2002         | LINEAR                         |
| (161034)          | 2002 GT93              | 9 avril 2002          | LINEAR                         |
| (161035)          | 2002 GH95              | 9 avril 2002          | LINEAR                         |
| (161036)          | 2002 GL101             | 10 avril 2002         | LINEAR                         |
| (161037)          | 2002 GV104             | 10 avril 2002         | LINEAR                         |
| (161038)          | 2002 GJ109             | 11 avril 2002         | LONEOS                         |
| (161039)          | 2002 GY126             | 12 avril 2002         | NEAT                           |
| (161040)          | 2002 GQ155             | 13 avril 2002         | NEAT                           |
| (161041)          | 2002 GQ159             | 14 avril 2002         | LINEAR                         |
| (161042)          | 2002 GO162             | 14 avril 2002         | NEAT                           |
| (161043)          | 2002 GL170             | 9 avril 2002          | LINEAR                         |
| (161044)          | 2002 GG181             | 8 avril 2002          | NEAT                           |
| (161045)          | 2002 GB182             | 14 avril 2002         | LINEAR                         |
| (161046)          | 2002 HP3               | 16 avril 2002         | LINEAR                         |
| (161047)          | 2002 JK1               | 3 mai 2002            | Spacewatch                     |
| (161048)          | 2002 JA6               | 5 mai 2002            | NEAT                           |
| (161049)          | 2002 JV12              | 8 mai 2002            | Yeung, W. K. Y.                |
| (161050)          | 2002 JE15              | 8 mai 2002            | LINEAR                         |
| (161051)          | 2002 JW24              | 8 mai 2002            | LINEAR                         |
| (161052)          | 2002 JA29              | 9 mai 2002            | LINEAR                         |
| (161053)          | 2002 JO32              | 9 mai 2002            | LINEAR                         |
| (161054)          | 2002 JD44              | 9 mai 2002            | LINEAR                         |
| (161055)          | 2002 JV46              | 9 mai 2002            | LINEAR                         |
| (161056)          | 2002 JG53              | 9 mai 2002            | LINEAR                         |
| (161057)          | 2002 JL74              | 9 mai 2002            | LINEAR                         |
| (161058)          | 2002 JK78              | 11 mai 2002           | LINEAR                         |
| (161059)          | 2002 JE83              | 11 mai 2002           | LINEAR                         |
| (161060)          | 2002 JZ85              | 11 mai 2002           | LINEAR                         |
| (161061)          | 2002 JN99              | 13 mai 2002           | NEAT                           |
| (161062)          | 2002 JY102             | 9 mai 2002            | LINEAR                         |
| (161063)          | 2002 JJ106             | 15 mai 2002           | LINEAR                         |
| (161064)          | 2002 JJ107             | 11 mai 2002           | NEAT                           |
| (161065)          | 2002 JR143             | 13 mai 2002           | NEAT                           |
| (161066)          | 2002 KB2               | 16 mai 2002           | LINEAR                         |
| (161067)          | 2002 KE9               | 29 mai 2002           | NEAT                           |
| (161068)          | 2002 KY11              | 17 mai 2002           | NEAT                           |
| (161069)          | 2002 LG8               | 5 juin 2002           | LINEAR                         |
| (161070)          | 2002 LU14              | 6 juin 2002           | LINEAR                         |
| (161071)          | 2002 LC25              | 2 juin 2002           | NEAT                           |
| (161072)          | 2002 LQ28              | 9 juin 2002           | LINEAR                         |
| (161073)          | 2002 LH35              | 12 juin 2002          | Juels, C. W., Holvorcem, P. R. |
| (161074)          | 2002 LR37              | 12 juin 2002          | LINEAR                         |
| (161075)          | 2002 LR38              | 6 juin 2002           | Spacewatch                     |
| (161076)          | 2002 LY40              | 10 juin 2002          | LINEAR                         |
| (161077)          | 2002 LB43              | 10 juin 2002          | LINEAR                         |
| (161078)          | 2002 LE57              | 10 juin 2002          | NEAT                           |
| (161079)          | 2002 LP61              | 14 juin 2002          | NEAT                           |
| (161080)          | 2002 MC1               | 19 juin 2002          | CINEOS                         |
| (161081)          | 2002 NR2               | 5 juillet 2002        | LINEAR                         |
| (161082)          | 2002 NS8               | 1er juillet 2002      | NEAT                           |
| (161083)          | 2002 NU23              | 9 juillet 2002        | LINEAR                         |
| (161084)          | 2002 NM64              | 2 juillet 2002        | NEAT                           |
| (161085)          | 2002 OR3               | 17 juillet 2002       | LINEAR                         |
| (161086)          | 2002 OZ3               | 17 juillet 2002       | LINEAR                         |
| (161087)          | 2002 OS8               | 19 juillet 2002       | NEAT                           |
| (161088)          | 2002 OJ10              | 21 juillet 2002       | NEAT                           |
| (161089)          | 2002 OY10              | 22 juillet 2002       | NEAT                           |
| (161090)          | 2002 ON13              | 18 juillet 2002       | LINEAR                         |
| (161091)          | 2002 OR14              | 18 juillet 2002       | LINEAR                         |
| (161092) Zsigmond | 2002 OL28              | 29 juillet 2002       | Sarneczky, K.                  |
| (161093)          | 2002 PH44              | 5 août 2002           | LINEAR                         |
| (161094)          | 2002 PS45              | 9 août 2002           | LINEAR                         |
| (161095)          | 2002 PL56              | 9 août 2002           | LINEAR                         |
| (161096)          | 2002 PP92              | 14 août 2002          | LINEAR                         |
| (161097)          | 2002 PP111             | 14 août 2002          | LINEAR                         |
| (161098)          | 2002 PS118             | 13 août 2002          | LONEOS                         |
| (161099)          | 2002 PN124             | 13 août 2002          | LONEOS                         |
| (161100)          | 2002 PQ124             | 13 août 2002          | LONEOS                         |

### 161101-161200
| Nom      | Désignation provisoire | Date de la découverte | Découvreur                  |
| -------- | ---------------------- | --------------------- | --------------------------- |
| (161101) | 2002 PL154             | 9 août 2002           | LINEAR                      |
| (161102) | 2002 PU165             | 8 août 2002           | Lowe, A.                    |
| (161103) | 2002 PT169             | 8 août 2002           | NEAT                        |
| (161104) | 2002 PF174             | 8 août 2002           | NEAT                        |
| (161105) | 2002 QS7               | 16 août 2002          | NEAT                        |
| (161106) | 2002 QK14              | 26 août 2002          | NEAT                        |
| (161107) | 2002 QR16              | 27 août 2002          | NEAT                        |
| (161108) | 2002 QT27              | 28 août 2002          | NEAT                        |
| (161109) | 2002 QA46              | 29 août 2002          | NEAT                        |
| (161110) | 2002 QA54              | 29 août 2002          | Hoenig, S. F.               |
| (161111) | 2002 QS56              | 29 août 2002          | Hoenig, S. F.               |
| (161112) | 2002 QX57              | 29 août 2002          | Hoenig, S. F.               |
| (161113) | 2002 QX98              | 26 août 2002          | NEAT                        |
| (161114) | 2002 RC2               | 4 septembre 2002      | LONEOS                      |
| (161115) | 2002 RL2               | 4 septembre 2002      | LONEOS                      |
| (161116) | 2002 RL5               | 3 septembre 2002      | NEAT                        |
| (161117) | 2002 RO13              | 4 septembre 2002      | LONEOS                      |
| (161118) | 2002 RB17              | 4 septembre 2002      | LONEOS                      |
| (161119) | 2002 RK17              | 4 septembre 2002      | LONEOS                      |
| (161120) | 2002 RH18              | 4 septembre 2002      | LONEOS                      |
| (161121) | 2002 RZ18              | 4 septembre 2002      | LONEOS                      |
| (161122) | 2002 RH21              | 4 septembre 2002      | LONEOS                      |
| (161123) | 2002 RA37              | 5 septembre 2002      | LONEOS                      |
| (161124) | 2002 RH44              | 5 septembre 2002      | LINEAR                      |
| (161125) | 2002 RY58              | 5 septembre 2002      | LONEOS                      |
| (161126) | 2002 RH61              | 5 septembre 2002      | LINEAR                      |
| (161127) | 2002 RW68              | 4 septembre 2002      | LONEOS                      |
| (161128) | 2002 RG77              | 5 septembre 2002      | LINEAR                      |
| (161129) | 2002 RG80              | 5 septembre 2002      | LINEAR                      |
| (161130) | 2002 RL82              | 5 septembre 2002      | LINEAR                      |
| (161131) | 2002 RR87              | 5 septembre 2002      | LINEAR                      |
| (161132) | 2002 RK96              | 5 septembre 2002      | LINEAR                      |
| (161133) | 2002 RR108             | 5 septembre 2002      | NEAT                        |
| (161134) | 2002 RJ111             | 6 septembre 2002      | LINEAR                      |
| (161135) | 2002 RB116             | 6 septembre 2002      | LINEAR                      |
| (161136) | 2002 RT117             | 1er septembre 2002    | Uppsala-DLR Asteroid Survey |
| (161137) | 2002 RN136             | 11 septembre 2002     | NEAT                        |
| (161138) | 2002 RD138             | 13 septembre 2002     | LINEAR                      |
| (161139) | 2002 RJ150             | 11 septembre 2002     | NEAT                        |
| (161140) | 2002 RA152             | 12 septembre 2002     | NEAT                        |
| (161141) | 2002 RD152             | 12 septembre 2002     | NEAT                        |
| (161142) | 2002 RG152             | 12 septembre 2002     | NEAT                        |
| (161143) | 2002 RR161             | 12 septembre 2002     | NEAT                        |
| (161144) | 2002 RL202             | 13 septembre 2002     | NEAT                        |
| (161145) | 2002 RA204             | 14 septembre 2002     | NEAT                        |
| (161146) | 2002 RH245             | 15 septembre 2002     | NEAT                        |
| (161147) | 2002 RW254             | 14 septembre 2002     | NEAT                        |
| (161148) | 2002 SN15              | 27 septembre 2002     | NEAT                        |
| (161149) | 2002 SA20              | 26 septembre 2002     | NEAT                        |
| (161150) | 2002 SL25              | 28 septembre 2002     | NEAT                        |
| (161151) | 2002 SH27              | 29 septembre 2002     | NEAT                        |
| (161152) | 2002 SR28              | 27 septembre 2002     | LINEAR                      |
| (161153) | 2002 SF30              | 28 septembre 2002     | NEAT                        |
| (161154) | 2002 SV36              | 29 septembre 2002     | Spacewatch                  |
| (161155) | 2002 SY36              | 29 septembre 2002     | NEAT                        |
| (161156) | 2002 SZ37              | 30 septembre 2002     | Drebach                     |
| (161157) | 2002 SJ39              | 30 septembre 2002     | LINEAR                      |
| (161158) | 2002 ST52              | 18 septembre 2002     | NEAT                        |
| (161159) | 2002 SH57              | 30 septembre 2002     | NEAT                        |
| (161160) | 2002 SZ66              | 30 septembre 2002     | NEAT                        |
| (161161) | 2002 TX                | 1er octobre 2002      | LONEOS                      |
| (161162) | 2002 TH1               | 1er octobre 2002      | LONEOS                      |
| (161163) | 2002 TZ1               | 1er octobre 2002      | LONEOS                      |
| (161164) | 2002 TE9               | 1er octobre 2002      | LONEOS                      |
| (161165) | 2002 TH17              | 2 octobre 2002        | LINEAR                      |
| (161166) | 2002 TD24              | 2 octobre 2002        | LINEAR                      |
| (161167) | 2002 TP26              | 2 octobre 2002        | LINEAR                      |
| (161168) | 2002 TQ33              | 2 octobre 2002        | LINEAR                      |
| (161169) | 2002 TY38              | 2 octobre 2002        | LINEAR                      |
| (161170) | 2002 TX47              | 2 octobre 2002        | LINEAR                      |
| (161171) | 2002 TY52              | 2 octobre 2002        | LINEAR                      |
| (161172) | 2002 TH55              | 2 octobre 2002        | NEAT                        |
| (161173) | 2002 TW62              | 3 octobre 2002        | CINEOS                      |
| (161174) | 2002 TD68              | 7 octobre 2002        | LINEAR                      |
| (161175) | 2002 TX70              | 3 octobre 2002        | NEAT                        |
| (161176) | 2002 TT75              | 1er octobre 2002      | LONEOS                      |
| (161177) | 2002 TS89              | 3 octobre 2002        | NEAT                        |
| (161178) | 2002 TM99              | 4 octobre 2002        | NEAT                        |
| (161179) | 2002 TQ100             | 4 octobre 2002        | LINEAR                      |
| (161180) | 2002 TO105             | 4 octobre 2002        | LONEOS                      |
| (161181) | 2002 TH110             | 2 octobre 2002        | NEAT                        |
| (161182) | 2002 TO120             | 3 octobre 2002        | NEAT                        |
| (161183) | 2002 TV122             | 4 octobre 2002        | NEAT                        |
| (161184) | 2002 TL126             | 4 octobre 2002        | LINEAR                      |
| (161185) | 2002 TZ127             | 4 octobre 2002        | NEAT                        |
| (161186) | 2002 TW135             | 4 octobre 2002        | LONEOS                      |
| (161187) | 2002 TD139             | 4 octobre 2002        | LONEOS                      |
| (161188) | 2002 TA157             | 5 octobre 2002        | NEAT                        |
| (161189) | 2002 TU179             | 13 octobre 2002       | NEAT                        |
| (161190) | 2002 TW180             | 14 octobre 2002       | LINEAR                      |
| (161191) | 2002 TZ183             | 4 octobre 2002        | LINEAR                      |
| (161192) | 2002 TN196             | 4 octobre 2002        | CINEOS                      |
| (161193) | 2002 TG199             | 6 octobre 2002        | LINEAR                      |
| (161194) | 2002 TS206             | 4 octobre 2002        | LINEAR                      |
| (161195) | 2002 TS227             | 8 octobre 2002        | LONEOS                      |
| (161196) | 2002 TN229             | 9 octobre 2002        | LINEAR                      |
| (161197) | 2002 TU231             | 8 octobre 2002        | NEAT                        |
| (161198) | 2002 TB237             | 6 octobre 2002        | LINEAR                      |
| (161199) | 2002 TA245             | 7 octobre 2002        | NEAT                        |
| (161200) | 2002 TO254             | 9 octobre 2002        | LONEOS                      |

### 161201-161300
| Nom                     | Désignation provisoire | Date de la découverte | Découvreur                  |
| ----------------------- | ---------------------- | --------------------- | --------------------------- |
| (161201)                | 2002 TT254             | 9 octobre 2002        | LONEOS                      |
| (161202)                | 2002 TN257             | 9 octobre 2002        | LINEAR                      |
| (161203)                | 2002 TT269             | 9 octobre 2002        | LINEAR                      |
| (161204)                | 2002 TK270             | 9 octobre 2002        | LINEAR                      |
| (161205)                | 2002 TA271             | 9 octobre 2002        | LINEAR                      |
| (161206)                | 2002 TG292             | 10 octobre 2002       | LINEAR                      |
| (161207) Lidz           | 2002 TW305             | 4 octobre 2002        | Sloan Digital Sky Survey    |
| (161208)                | 2002 UQ5               | 28 octobre 2002       | NEAT                        |
| (161209)                | 2002 UW5               | 28 octobre 2002       | LINEAR                      |
| (161210)                | 2002 UG6               | 28 octobre 2002       | NEAT                        |
| (161211)                | 2002 UA7               | 28 octobre 2002       | NEAT                        |
| (161212)                | 2002 UE19              | 30 octobre 2002       | NEAT                        |
| (161213)                | 2002 UK31              | 30 octobre 2002       | NEAT                        |
| (161214)                | 2002 UU47              | 31 octobre 2002       | LONEOS                      |
| (161215) Loveday        | 2002 UL66              | 30 octobre 2002       | Sloan Digital Sky Survey    |
| (161216)                | 2002 VR6               | 1er novembre 2002     | NEAT                        |
| (161217)                | 2002 VS54              | 6 novembre 2002       | LINEAR                      |
| (161218)                | 2002 VD85              | 10 novembre 2002      | LINEAR                      |
| (161219)                | 2002 VW138             | 14 novembre 2002      | NEAT                        |
| (161220)                | 2002 WH17              | 29 novembre 2002      | Eskridge                    |
| (161221)                | 2002 XJ1               | 1er décembre 2002     | LINEAR                      |
| (161222)                | 2002 XO5               | 1er décembre 2002     | LINEAR                      |
| (161223)                | 2002 XG20              | 2 décembre 2002       | LINEAR                      |
| (161224)                | 2002 XP44              | 7 décembre 2002       | LINEAR                      |
| (161225)                | 2002 XN56              | 10 décembre 2002      | LINEAR                      |
| (161226)                | 2002 XC63              | 11 décembre 2002      | LINEAR                      |
| (161227)                | 2002 XO68              | 12 décembre 2002      | NEAT                        |
| (161228)                | 2002 XF70              | 10 décembre 2002      | NEAT                        |
| (161229)                | 2002 XK71              | 10 décembre 2002      | LINEAR                      |
| (161230) Martinbacháček | 2002 XO90              | 13 décembre 2002      | Klet                        |
| (161231)                | 2002 XD108             | 6 décembre 2002       | LINEAR                      |
| (161232)                | 2002 YG18              | 31 décembre 2002      | LINEAR                      |
| (161233)                | 2003 AS2               | 2 janvier 2003        | LINEAR                      |
| (161234)                | 2003 AB9               | 3 janvier 2003        | LINEAR                      |
| (161235)                | 2003 AV14              | 2 janvier 2003        | LINEAR                      |
| (161236)                | 2003 AK29              | 4 janvier 2003        | LINEAR                      |
| (161237)                | 2003 AT36              | 7 janvier 2003        | LINEAR                      |
| (161238)                | 2003 AC65              | 7 janvier 2003        | LINEAR                      |
| (161239)                | 2003 AP69              | 8 janvier 2003        | LINEAR                      |
| (161240)                | 2003 BK9               | 26 janvier 2003       | NEAT                        |
| (161241)                | 2003 BE12              | 26 janvier 2003       | LONEOS                      |
| (161242)                | 2003 BK13              | 26 janvier 2003       | NEAT                        |
| (161243)                | 2003 BX16              | 26 janvier 2003       | NEAT                        |
| (161244)                | 2003 BP31              | 27 janvier 2003       | LINEAR                      |
| (161245)                | 2003 BH74              | 29 janvier 2003       | NEAT                        |
| (161246)                | 2003 BJ78              | 31 janvier 2003       | LINEAR                      |
| (161247)                | 2003 BM84              | 30 janvier 2003       | LONEOS                      |
| (161248)                | 2003 CQ17              | 6 février 2003        | Spacewatch                  |
| (161249)                | 2003 DA4               | 22 février 2003       | NEAT                        |
| (161250)                | 2003 EL20              | 6 mars 2003           | LONEOS                      |
| (161251)                | 2003 EQ23              | 6 mars 2003           | LINEAR                      |
| (161252)                | 2003 EC28              | 6 mars 2003           | LINEAR                      |
| (161253)                | 2003 EO37              | 8 mars 2003           | LONEOS                      |
| (161254)                | 2003 EH41              | 9 mars 2003           | Spacewatch                  |
| (161255)                | 2003 EO47              | 9 mars 2003           | LINEAR                      |
| (161256)                | 2003 EP53              | 9 mars 2003           | LINEAR                      |
| (161257)                | 2003 FD2               | 23 mars 2003          | Drebach                     |
| (161258)                | 2003 FM5               | 26 mars 2003          | CINEOS                      |
| (161259)                | 2003 FN6               | 26 mars 2003          | Tichy, M., Kocer, M.        |
| (161260)                | 2003 FU16              | 23 mars 2003          | Uppsala-DLR Asteroid Survey |
| (161261)                | 2003 FS26              | 24 mars 2003          | Spacewatch                  |
| (161262)                | 2003 FQ28              | 24 mars 2003          | NEAT                        |
| (161263)                | 2003 FQ31              | 23 mars 2003          | Spacewatch                  |
| (161264)                | 2003 FQ42              | 23 mars 2003          | Spacewatch                  |
| (161265)                | 2003 FR46              | 24 mars 2003          | Spacewatch                  |
| (161266)                | 2003 FG50              | 24 mars 2003          | NEAT                        |
| (161267)                | 2003 FD54              | 25 mars 2003          | NEAT                        |
| (161268)                | 2003 FJ61              | 26 mars 2003          | NEAT                        |
| (161269)                | 2003 FM66              | 26 mars 2003          | NEAT                        |
| (161270)                | 2003 FV66              | 26 mars 2003          | NEAT                        |
| (161271)                | 2003 FK73              | 26 mars 2003          | NEAT                        |
| (161272)                | 2003 FD83              | 27 mars 2003          | NEAT                        |
| (161273)                | 2003 FL83              | 27 mars 2003          | NEAT                        |
| (161274)                | 2003 FT84              | 28 mars 2003          | LONEOS                      |
| (161275)                | 2003 FU99              | 31 mars 2003          | Spacewatch                  |
| (161276)                | 2003 FD107             | 30 mars 2003          | LINEAR                      |
| (161277)                | 2003 FR117             | 25 mars 2003          | NEAT                        |
| (161278) Cesarmendoza   | 2003 FW128             | 24 mars 2003          | Ferrin, I. R., Leal, C.     |
| (161279)                | 2003 FB131             | 22 mars 2003          | NEAT                        |
| (161280)                | 2003 GP4               | 1er avril 2003        | LINEAR                      |
| (161281)                | 2003 GH14              | 1er avril 2003        | LINEAR                      |
| (161282)                | 2003 GE18              | 4 avril 2003          | Spacewatch                  |
| (161283)                | 2003 GE35              | 8 avril 2003          | LINEAR                      |
| (161284)                | 2003 GL43              | 9 avril 2003          | LINEAR                      |
| (161285)                | 2003 HU11              | 25 avril 2003         | LONEOS                      |
| (161286)                | 2003 HZ19              | 26 avril 2003         | NEAT                        |
| (161287)                | 2003 HN20              | 24 avril 2003         | LONEOS                      |
| (161288)                | 2003 HQ22              | 24 avril 2003         | Spacewatch                  |
| (161289)                | 2003 HK23              | 25 avril 2003         | Spacewatch                  |
| (161290)                | 2003 HU28              | 26 avril 2003         | NEAT                        |
| (161291)                | 2003 HV29              | 28 avril 2003         | LONEOS                      |
| (161292)                | 2003 HV44              | 28 avril 2003         | NEAT                        |
| (161293)                | 2003 HR46              | 28 avril 2003         | LINEAR                      |
| (161294)                | 2003 JH14              | 8 mai 2003            | NEAT                        |
| (161295)                | 2003 JF16              | 6 mai 2003            | Spacewatch                  |
| (161296)                | 2003 KO3               | 23 mai 2003           | Spacewatch                  |
| (161297)                | 2003 KG33              | 27 mai 2003           | Spacewatch                  |
| (161298)                | 2003 LN4               | 4 juin 2003           | LINEAR                      |
| (161299)                | 2003 LR4               | 5 juin 2003           | Tenagra II                  |
| (161300)                | 2003 LJ5               | 6 juin 2003           | Spacewatch                  |

### 161301-161400
| Nom                 | Désignation provisoire | Date de la découverte | Découvreur                |
| ------------------- | ---------------------- | --------------------- | ------------------------- |
| (161301)            | 2003 MH1               | 22 juin 2003          | LINEAR                    |
| (161302)            | 2003 NK2               | 3 juillet 2003        | Broughton, J.             |
| (161303)            | 2003 NT6               | 6 juillet 2003        | Broughton, J.             |
| (161304)            | 2003 NQ9               | 3 juillet 2003        | LONEOS                    |
| (161305)            | 2003 OQ1               | 21 juillet 2003       | NEAT                      |
| (161306)            | 2003 OB2               | 22 juillet 2003       | NEAT                      |
| (161307)            | 2003 OR2               | 22 juillet 2003       | NEAT                      |
| (161308)            | 2003 OU20              | 31 juillet 2003       | Broughton, J.             |
| (161309)            | 2003 OC22              | 29 juillet 2003       | LINEAR                    |
| (161310)            | 2003 OE28              | 24 juillet 2003       | NEAT                      |
| (161311)            | 2003 OY28              | 24 juillet 2003       | NEAT                      |
| (161312)            | 2003 OY30              | 30 juillet 2003       | LINEAR                    |
| (161313)            | 2003 PZ10              | 4 août 2003           | LINEAR                    |
| (161314)            | 2003 QQ3               | 17 août 2003          | NEAT                      |
| (161315) de Shalit  | 2003 QS5               | 19 août 2003          | Polishook, D.             |
| (161316)            | 2003 QH6               | 18 août 2003          | CINEOS                    |
| (161317)            | 2003 QQ15              | 20 août 2003          | NEAT                      |
| (161318)            | 2003 QB18              | 22 août 2003          | NEAT                      |
| (161319)            | 2003 QJ28              | 21 août 2003          | Crni Vrh                  |
| (161320)            | 2003 QE33              | 22 août 2003          | CINEOS                    |
| (161321)            | 2003 QR33              | 22 août 2003          | LINEAR                    |
| (161322)            | 2003 QZ33              | 22 août 2003          | NEAT                      |
| (161323)            | 2003 QF39              | 22 août 2003          | NEAT                      |
| (161324)            | 2003 QE41              | 22 août 2003          | LINEAR                    |
| (161325)            | 2003 QZ49              | 22 août 2003          | NEAT                      |
| (161326)            | 2003 QC60              | 23 août 2003          | LINEAR                    |
| (161327)            | 2003 QS63              | 23 août 2003          | LINEAR                    |
| (161328)            | 2003 QV66              | 22 août 2003          | LINEAR                    |
| (161329)            | 2003 QO72              | 23 août 2003          | LINEAR                    |
| (161330)            | 2003 QY79              | 26 août 2003          | Broughton, J.             |
| (161331)            | 2003 QA90              | 25 août 2003          | LINEAR                    |
| (161332)            | 2003 QX93              | 28 août 2003          | NEAT                      |
| (161333)            | 2003 QR99              | 28 août 2003          | LINEAR                    |
| (161334)            | 2003 QY103             | 31 août 2003          | NEAT                      |
| (161335)            | 2003 QQ114             | 24 août 2003          | LINEAR                    |
| (161336)            | 2003 RQ1               | 2 septembre 2003      | Broughton, J.             |
| (161337)            | 2003 RB22              | 14 septembre 2003     | NEAT                      |
| (161338)            | 2003 SC4               | 16 septembre 2003     | Spacewatch                |
| (161339)            | 2003 SL22              | 16 septembre 2003     | Spacewatch                |
| (161340)            | 2003 SK37              | 16 septembre 2003     | NEAT                      |
| (161341)            | 2003 SM41              | 17 septembre 2003     | NEAT                      |
| (161342)            | 2003 SQ44              | 16 septembre 2003     | LONEOS                    |
| (161343)            | 2003 SL62              | 17 septembre 2003     | Spacewatch                |
| (161344)            | 2003 SU64              | 18 septembre 2003     | CINEOS                    |
| (161345)            | 2003 SX64              | 18 septembre 2003     | CINEOS                    |
| (161346)            | 2003 SG89              | 18 septembre 2003     | NEAT                      |
| (161347)            | 2003 SP94              | 19 septembre 2003     | CINEOS                    |
| (161348)            | 2003 SR103             | 20 septembre 2003     | LINEAR                    |
| (161349) Mecsek     | 2003 SJ127             | 19 septembre 2003     | Sarneczky, K., Sipocz, B. |
| (161350)            | 2003 SM140             | 19 septembre 2003     | LINEAR                    |
| (161351)            | 2003 SR140             | 19 septembre 2003     | NEAT                      |
| (161352)            | 2003 SY140             | 19 septembre 2003     | NEAT                      |
| (161353)            | 2003 SV142             | 20 septembre 2003     | LINEAR                    |
| (161354)            | 2003 SH149             | 16 septembre 2003     | Spacewatch                |
| (161355)            | 2003 SG152             | 19 septembre 2003     | LONEOS                    |
| (161356)            | 2003 SS157             | 19 septembre 2003     | LONEOS                    |
| (161357)            | 2003 SB162             | 18 septembre 2003     | Spacewatch                |
| (161358)            | 2003 SC163             | 19 septembre 2003     | Spacewatch                |
| (161359)            | 2003 SU164             | 20 septembre 2003     | LONEOS                    |
| (161360)            | 2003 SR165             | 20 septembre 2003     | LONEOS                    |
| (161361)            | 2003 SS165             | 20 septembre 2003     | LONEOS                    |
| (161362)            | 2003 SC182             | 20 septembre 2003     | LINEAR                    |
| (161363)            | 2003 SF192             | 19 septembre 2003     | NEAT                      |
| (161364)            | 2003 SJ198             | 21 septembre 2003     | LONEOS                    |
| (161365)            | 2003 SD199             | 21 septembre 2003     | LONEOS                    |
| (161366)            | 2003 SX207             | 26 septembre 2003     | LINEAR                    |
| (161367)            | 2003 SP208             | 23 septembre 2003     | NEAT                      |
| (161368)            | 2003 SD226             | 26 septembre 2003     | LINEAR                    |
| (161369)            | 2003 SK228             | 28 septembre 2003     | Spacewatch                |
| (161370)            | 2003 SJ233             | 25 septembre 2003     | NEAT                      |
| (161371) Bertrandou | 2003 SO244             | 25 septembre 2003     | Christophe, B.            |
| (161372)            | 2003 SM247             | 26 septembre 2003     | LINEAR                    |
| (161373)            | 2003 SN259             | 28 septembre 2003     | Spacewatch                |
| (161374)            | 2003 SA272             | 27 septembre 2003     | Spacewatch                |
| (161375)            | 2003 SF291             | 29 septembre 2003     | LINEAR                    |
| (161376)            | 2003 SH291             | 29 septembre 2003     | LINEAR                    |
| (161377)            | 2003 SX292             | 26 septembre 2003     | Crni Vrh                  |
| (161378)            | 2003 ST293             | 27 septembre 2003     | Spacewatch                |
| (161379)            | 2003 SE298             | 18 septembre 2003     | NEAT                      |
| (161380)            | 2003 SD304             | 17 septembre 2003     | NEAT                      |
| (161381)            | 2003 TH7               | 1er octobre 2003      | LONEOS                    |
| (161382)            | 2003 TJ11              | 14 octobre 2003       | LONEOS                    |
| (161383)            | 2003 TH15              | 15 octobre 2003       | LONEOS                    |
| (161384)            | 2003 UK25              | 24 octobre 2003       | Young, J. W.              |
| (161385)            | 2003 UM27              | 23 octobre 2003       | Tucker, R. A.             |
| (161386)            | 2003 UB28              | 21 octobre 2003       | LINEAR                    |
| (161387)            | 2003 UX40              | 16 octobre 2003       | LONEOS                    |
| (161388)            | 2003 UH62              | 16 octobre 2003       | LONEOS                    |
| (161389)            | 2003 UL78              | 17 octobre 2003       | Crni Vrh                  |
| (161390)            | 2003 UB81              | 16 octobre 2003       | LONEOS                    |
| (161391)            | 2003 UF97              | 19 octobre 2003       | Spacewatch                |
| (161392)            | 2003 UU116             | 21 octobre 2003       | LINEAR                    |
| (161393)            | 2003 UJ122             | 19 octobre 2003       | Spacewatch                |
| (161394)            | 2003 UL130             | 18 octobre 2003       | NEAT                      |
| (161395)            | 2003 UM131             | 19 octobre 2003       | NEAT                      |
| (161396)            | 2003 UR132             | 19 octobre 2003       | NEAT                      |
| (161397)            | 2003 UU140             | 16 octobre 2003       | NEAT                      |
| (161398)            | 2003 UY162             | 21 octobre 2003       | LINEAR                    |
| (161399)            | 2003 UB163             | 21 octobre 2003       | LINEAR                    |
| (161400)            | 2003 UV164             | 21 octobre 2003       | LINEAR                    |

### 161401-161500
| Nom      | Désignation provisoire | Date de la découverte | Découvreur           |
| -------- | ---------------------- | --------------------- | -------------------- |
| (161401) | 2003 UT166             | 21 octobre 2003       | Spacewatch           |
| (161402) | 2003 UP168             | 22 octobre 2003       | LINEAR               |
| (161403) | 2003 UH181             | 21 octobre 2003       | LINEAR               |
| (161404) | 2003 UD190             | 22 octobre 2003       | Spacewatch           |
| (161405) | 2003 UF202             | 21 octobre 2003       | LINEAR               |
| (161406) | 2003 UJ202             | 21 octobre 2003       | LINEAR               |
| (161407) | 2003 UB213             | 23 octobre 2003       | Spacewatch           |
| (161408) | 2003 UC213             | 23 octobre 2003       | Spacewatch           |
| (161409) | 2003 UG234             | 24 octobre 2003       | LINEAR               |
| (161410) | 2003 UP237             | 23 octobre 2003       | Spacewatch           |
| (161411) | 2003 UD238             | 23 octobre 2003       | NEAT                 |
| (161412) | 2003 UW245             | 24 octobre 2003       | LINEAR               |
| (161413) | 2003 UG246             | 24 octobre 2003       | LINEAR               |
| (161414) | 2003 UD253             | 27 octobre 2003       | LINEAR               |
| (161415) | 2003 UM253             | 22 octobre 2003       | NEAT                 |
| (161416) | 2003 UU254             | 24 octobre 2003       | LINEAR               |
| (161417) | 2003 UJ264             | 27 octobre 2003       | LINEAR               |
| (161418) | 2003 UL267             | 28 octobre 2003       | LINEAR               |
| (161419) | 2003 UL276             | 29 octobre 2003       | LINEAR               |
| (161420) | 2003 UM276             | 29 octobre 2003       | LINEAR               |
| (161421) | 2003 WC6               | 18 novembre 2003      | NEAT                 |
| (161422) | 2003 WK17              | 18 novembre 2003      | NEAT                 |
| (161423) | 2003 WE26              | 18 novembre 2003      | Tucker, R. A.        |
| (161424) | 2003 WC39              | 19 novembre 2003      | Spacewatch           |
| (161425) | 2003 WC41              | 19 novembre 2003      | Spacewatch           |
| (161426) | 2003 WN42              | 19 novembre 2003      | NEAT                 |
| (161427) | 2003 WC55              | 20 novembre 2003      | LINEAR               |
| (161428) | 2003 WD57              | 18 novembre 2003      | NEAT                 |
| (161429) | 2003 WY72              | 20 novembre 2003      | LINEAR               |
| (161430) | 2003 WP81              | 18 novembre 2003      | LINEAR               |
| (161431) | 2003 WG83              | 20 novembre 2003      | LINEAR               |
| (161432) | 2003 WN83              | 20 novembre 2003      | LINEAR               |
| (161433) | 2003 WY100             | 21 novembre 2003      | CSS                  |
| (161434) | 2003 WT133             | 21 novembre 2003      | LINEAR               |
| (161435) | 2003 WB150             | 24 novembre 2003      | LONEOS               |
| (161436) | 2003 WL159             | 29 novembre 2003      | LINEAR               |
| (161437) | 2003 WJ170             | 20 novembre 2003      | NEAT                 |
| (161438) | 2003 WY170             | 21 novembre 2003      | NEAT                 |
| (161439) | 2003 WM171             | 23 novembre 2003      | LONEOS               |
| (161440) | 2003 WA172             | 29 novembre 2003      | LINEAR               |
| (161441) | 2003 XV9               | 4 décembre 2003       | LINEAR               |
| (161442) | 2003 YU14              | 17 décembre 2003      | LINEAR               |
| (161443) | 2003 YK26              | 18 décembre 2003      | LINEAR               |
| (161444) | 2003 YX32              | 16 décembre 2003      | Spacewatch           |
| (161445) | 2003 YN45              | 17 décembre 2003      | LINEAR               |
| (161446) | 2003 YM46              | 17 décembre 2003      | LINEAR               |
| (161447) | 2003 YF47              | 17 décembre 2003      | Spacewatch           |
| (161448) | 2003 YK63              | 19 décembre 2003      | LINEAR               |
| (161449) | 2003 YX91              | 21 décembre 2003      | Spacewatch           |
| (161450) | 2003 YK103             | 20 décembre 2003      | LINEAR               |
| (161451) | 2003 YM119             | 27 décembre 2003      | LINEAR               |
| (161452) | 2003 YJ139             | 28 décembre 2003      | LINEAR               |
| (161453) | 2003 YE158             | 17 décembre 2003      | LINEAR               |
| (161454) | 2003 YD180             | 18 décembre 2003      | Spacewatch           |
| (161455) | 2004 AR                | 12 janvier 2004       | NEAT                 |
| (161456) | 2004 AH26              | 13 janvier 2004       | NEAT                 |
| (161457) | 2004 BV                | 16 janvier 2004       | Spacewatch           |
| (161458) | 2004 BP2               | 16 janvier 2004       | NEAT                 |
| (161459) | 2004 BQ22              | 17 janvier 2004       | Spacewatch           |
| (161460) | 2004 BU44              | 21 janvier 2004       | LINEAR               |
| (161461) | 2004 BS56              | 23 janvier 2004       | LONEOS               |
| (161462) | 2004 BE116             | 26 janvier 2004       | LONEOS               |
| (161463) | 2004 CY1               | 12 février 2004       | NEAT                 |
| (161464) | 2004 CE35              | 10 février 2004       | NEAT                 |
| (161465) | 2004 CY70              | 12 février 2004       | Spacewatch           |
| (161466) | 2004 CA83              | 12 février 2004       | Spacewatch           |
| (161467) | 2004 DY17              | 18 février 2004       | LINEAR               |
| (161468) | 2004 DE31              | 17 février 2004       | LINEAR               |
| (161469) | 2004 EC79              | 15 mars 2004          | Spacewatch           |
| (161470) | 2004 EV80              | 15 mars 2004          | LINEAR               |
| (161471) | 2004 FE12              | 16 mars 2004          | LINEAR               |
| (161472) | 2004 FG20              | 16 mars 2004          | LINEAR               |
| (161473) | 2004 FC40              | 18 mars 2004          | LINEAR               |
| (161474) | 2004 FE40              | 18 mars 2004          | LINEAR               |
| (161475) | 2004 FY92              | 19 mars 2004          | LINEAR               |
| (161476) | 2004 FS96              | 23 mars 2004          | LINEAR               |
| (161477) | 2004 FJ160             | 18 mars 2004          | LINEAR               |
| (161478) | 2004 GX25              | 14 avril 2004         | Spacewatch           |
| (161479) | 2004 GU27              | 15 avril 2004         | NEAT                 |
| (161480) | 2004 GX38              | 15 avril 2004         | LONEOS               |
| (161481) | 2004 GQ60              | 14 avril 2004         | Spacewatch           |
| (161482) | 2004 GL61              | 13 avril 2004         | Spacewatch           |
| (161483) | 2004 GA87              | 14 avril 2004         | Siding Spring Survey |
| (161484) | 2004 HU42              | 20 avril 2004         | LINEAR               |
| (161485) | 2004 HZ47              | 22 avril 2004         | Siding Spring Survey |
| (161486) | 2004 HE52              | 24 avril 2004         | Spacewatch           |
| (161487) | 2004 JO15              | 10 mai 2004           | NEAT                 |
| (161488) | 2004 JC18              | 13 mai 2004           | LONEOS               |
| (161489) | 2004 KN6               | 18 mai 2004           | LINEAR               |
| (161490) | 2004 KY7               | 19 mai 2004           | Needville            |
| (161491) | 2004 KJ10              | 20 mai 2004           | Siding Spring Survey |
| (161492) | 2004 LG2               | 10 juin 2004          | Broughton, J.        |
| (161493) | 2004 LL6               | 9 juin 2004           | Siding Spring Survey |
| (161494) | 2004 LN14              | 11 juin 2004          | LINEAR               |
| (161495) | 2004 MA1               | 16 juin 2004          | LINEAR               |
| (161496) | 2004 NY                | 7 juillet 2004        | CINEOS               |
| (161497) | 2004 NY32              | 11 juillet 2004       | LINEAR               |
| (161498) | 2004 PT69              | 7 août 2004           | NEAT                 |
| (161499) | 2004 PE82              | 10 août 2004          | LINEAR               |
| (161500) | 2004 RW13              | 6 septembre 2004      | Siding Spring Survey |

### 161501-161600
| Nom                    | Désignation provisoire | Date de la découverte | Découvreur           |
| ---------------------- | ---------------------- | --------------------- | -------------------- |
| (161501)               | 2004 RV19              | 7 septembre 2004      | LINEAR               |
| (161502)               | 2004 RP26              | 6 septembre 2004      | NEAT                 |
| (161503)               | 2004 RD45              | 8 septembre 2004      | LINEAR               |
| (161504)               | 2004 RD54              | 8 septembre 2004      | LINEAR               |
| (161505)               | 2004 RU68              | 8 septembre 2004      | LINEAR               |
| (161506)               | 2004 RR79              | 8 septembre 2004      | NEAT                 |
| (161507)               | 2004 RU82              | 9 septembre 2004      | LINEAR               |
| (161508)               | 2004 RW88              | 8 septembre 2004      | LINEAR               |
| (161509)               | 2004 RB99              | 8 septembre 2004      | LINEAR               |
| (161510)               | 2004 RA150             | 9 septembre 2004      | LINEAR               |
| (161511)               | 2004 RP179             | 10 septembre 2004     | LINEAR               |
| (161512)               | 2004 RD190             | 10 septembre 2004     | LINEAR               |
| (161513)               | 2004 RK195             | 10 septembre 2004     | LINEAR               |
| (161514)               | 2004 RE288             | 15 septembre 2004     | Yeung, W. K. Y.      |
| (161515)               | 2004 RO291             | 10 septembre 2004     | LINEAR               |
| (161516)               | 2004 RR326             | 13 septembre 2004     | LINEAR               |
| (161517)               | 2004 RZ328             | 15 septembre 2004     | Spacewatch           |
| (161518)               | 2004 RK334             | 15 septembre 2004     | LONEOS               |
| (161519)               | 2004 SQ11              | 16 septembre 2004     | Siding Spring Survey |
| (161520)               | 2004 SO32              | 17 septembre 2004     | LINEAR               |
| (161521)               | 2004 SG51              | 22 septembre 2004     | Spacewatch           |
| (161522)               | 2004 SO57              | 16 septembre 2004     | LONEOS               |
| (161523)               | 2004 SQ60              | 17 septembre 2004     | LINEAR               |
| (161524)               | 2004 TU16              | 8 octobre 2004        | LINEAR               |
| (161525)               | 2004 TH44              | 4 octobre 2004        | Spacewatch           |
| (161526)               | 2004 TF106             | 7 octobre 2004        | LINEAR               |
| (161527)               | 2004 TG124             | 7 octobre 2004        | LINEAR               |
| (161528)               | 2004 TE133             | 7 octobre 2004        | LONEOS               |
| (161529)               | 2004 TR179             | 7 octobre 2004        | Spacewatch           |
| (161530)               | 2004 TQ293             | 10 octobre 2004       | Spacewatch           |
| (161531)               | 2004 TA296             | 10 octobre 2004       | Spacewatch           |
| (161532)               | 2004 TN342             | 13 octobre 2004       | Spacewatch           |
| (161533)               | 2004 TF345             | 15 octobre 2004       | Mt. Lemmon Survey    |
| (161534)               | 2004 TZ359             | 9 octobre 2004        | LONEOS               |
| (161535)               | 2004 VR9               | 3 novembre 2004       | LONEOS               |
| (161536)               | 2004 VA16              | 3 novembre 2004       | NEAT                 |
| (161537)               | 2004 VA24              | 4 novembre 2004       | CSS                  |
| (161538)               | 2004 VP26              | 4 novembre 2004       | CSS                  |
| (161539)               | 2004 VQ57              | 5 novembre 2004       | NEAT                 |
| (161540)               | 2004 VP77              | 12 novembre 2004      | CSS                  |
| (161541)               | 2004 VJ81              | 4 novembre 2004       | Spacewatch           |
| (161542)               | 2004 WF3               | 17 novembre 2004      | Siding Spring Survey |
| (161543)               | 2004 WH10              | 19 novembre 2004      | LINEAR               |
| (161544)               | 2004 XQ13              | 8 décembre 2004       | LINEAR               |
| (161545) Ferrando      | 2004 XP16              | 10 décembre 2004      | Lacruz, J.           |
| (161546) Schneeweis    | 2004 XT16              | 10 décembre 2004      | Healy, D.            |
| (161547)               | 2004 XS29              | 10 décembre 2004      | LINEAR               |
| (161548)               | 2004 XL49              | 12 décembre 2004      | NEAT                 |
| (161549)               | 2004 XN49              | 12 décembre 2004      | LINEAR               |
| (161550)               | 2004 XS54              | 10 décembre 2004      | Spacewatch           |
| (161551)               | 2004 XO72              | 14 décembre 2004      | Spacewatch           |
| (161552)               | 2004 XT80              | 10 décembre 2004      | LINEAR               |
| (161553)               | 2004 XV102             | 14 décembre 2004      | CSS                  |
| (161554)               | 2004 XO121             | 14 décembre 2004      | CSS                  |
| (161555)               | 2004 XX121             | 15 décembre 2004      | LINEAR               |
| (161556)               | 2004 XZ146             | 15 décembre 2004      | LINEAR               |
| (161557)               | 2004 YF6               | 16 décembre 2004      | Spacewatch           |
| (161558)               | 2004 YF17              | 18 décembre 2004      | Mt. Lemmon Survey    |
| (161559)               | 2004 YO21              | 18 décembre 2004      | Mt. Lemmon Survey    |
| (161560)               | 2004 YW34              | 18 décembre 2004      | Mt. Lemmon Survey    |
| (161561)               | 2005 AR7               | 6 janvier 2005        | CSS                  |
| (161562)               | 2005 AU10              | 6 janvier 2005        | CSS                  |
| (161563)               | 2005 AB17              | 6 janvier 2005        | LINEAR               |
| (161564)               | 2005 AF35              | 13 janvier 2005       | LINEAR               |
| (161565)               | 2005 AD62              | 15 janvier 2005       | Spacewatch           |
| (161566)               | 2005 AH64              | 13 janvier 2005       | Spacewatch           |
| (161567)               | 2005 BX                | 16 janvier 2005       | Lorenz, J.           |
| (161568)               | 2005 BC2               | 17 janvier 2005       | LINEAR               |
| (161569)               | 2005 BH17              | 16 janvier 2005       | Spacewatch           |
| (161570)               | 2005 BR23              | 17 janvier 2005       | Spacewatch           |
| (161571)               | 2005 CB6               | 1er février 2005      | Spacewatch           |
| (161572)               | 2005 CP50              | 2 février 2005        | LINEAR               |
| (161573)               | 2005 CX57              | 2 février 2005        | CSS                  |
| (161574)               | 2005 DS                | 28 février 2005       | Junk Bond            |
| (161575)               | 2005 EZ10              | 2 mars 2005           | Spacewatch           |
| (161576)               | 2005 EY47              | 3 mars 2005           | CSS                  |
| (161577)               | 2005 EK72              | 2 mars 2005           | CSS                  |
| (161578)               | 2005 EL85              | 4 mars 2005           | LINEAR               |
| (161579)               | 2005 EH121             | 8 mars 2005           | LINEAR               |
| (161580)               | 2005 EV122             | 8 mars 2005           | Mt. Lemmon Survey    |
| (161581)               | 2005 EA204             | 11 mars 2005          | Spacewatch           |
| (161582)               | 2005 ET219             | 10 mars 2005          | Mt. Lemmon Survey    |
| (161583)               | 2005 GZ119             | 6 avril 2005          | LONEOS               |
| (161584)               | 2005 GN123             | 7 avril 2005          | Spacewatch           |
| (161585) Danielhals    | 2005 GN184             | 10 avril 2005         | Buie, M. W.          |
| (161586)               | 2005 JO88              | 10 mai 2005           | Mt. Lemmon Survey    |
| (161587)               | 2005 LC7               | 1er juin 2005         | Spacewatch           |
| (161588)               | 2005 LE30              | 12 juin 2005          | Spacewatch           |
| (161589)               | 2005 MF49              | 29 juin 2005          | NEAT                 |
| (161590)               | 2005 NO49              | 8 juillet 2005        | Spacewatch           |
| (161591)               | 2005 OG14              | 31 juillet 2005       | Siding Spring Survey |
| (161592) Sarahhamilton | 2005 PN24              | 10 août 2005          | Buie, M. W.          |
| (161593)               | 2005 QE28              | 28 août 2005          | Healy, D.            |
| (161594)               | 2005 QR171             | 29 août 2005          | NEAT                 |
| (161595)               | 2005 SK19              | 25 septembre 2005     | Calvin College       |
| (161596)               | 2005 SK79              | 24 septembre 2005     | Spacewatch           |
| (161597)               | 2005 SR85              | 24 septembre 2005     | Spacewatch           |
| (161598)               | 2005 SF129             | 29 septembre 2005     | Mt. Lemmon Survey    |
| (161599)               | 2005 SB153             | 25 septembre 2005     | Spacewatch           |
| (161600)               | 2005 TE28              | 1er octobre 2005      | Spacewatch           |

### 161601-161700
| Nom                   | Désignation provisoire | Date de la découverte | Découvreur           |
| --------------------- | ---------------------- | --------------------- | -------------------- |
| (161601)              | 2005 TU75              | 3 octobre 2005        | CSS                  |
| (161602)              | 2005 TQ129             | 7 octobre 2005        | Spacewatch           |
| (161603)              | 2005 TY166             | 9 octobre 2005        | Spacewatch           |
| (161604)              | 2005 TU174             | 1er octobre 2005      | LONEOS               |
| (161605)              | 2005 TR191             | 1er octobre 2005      | CSS                  |
| (161606)              | 2005 UR38              | 24 octobre 2005       | Spacewatch           |
| (161607)              | 2005 UW54              | 23 octobre 2005       | CSS                  |
| (161608)              | 2005 UZ68              | 23 octobre 2005       | CSS                  |
| (161609)              | 2005 UA83              | 22 octobre 2005       | Spacewatch           |
| (161610)              | 2005 UN88              | 22 octobre 2005       | Spacewatch           |
| (161611)              | 2005 UR110             | 22 octobre 2005       | Spacewatch           |
| (161612)              | 2005 UQ127             | 24 octobre 2005       | Spacewatch           |
| (161613)              | 2005 UE274             | 24 octobre 2005       | NEAT                 |
| (161614)              | 2005 UG427             | 28 octobre 2005       | Spacewatch           |
| (161615)              | 2005 UQ440             | 29 octobre 2005       | CSS                  |
| (161616)              | 2005 UB497             | 27 octobre 2005       | NEAT                 |
| (161617)              | 2005 UJ513             | 23 octobre 2005       | CSS                  |
| (161618)              | 2005 VH117             | 11 novembre 2005      | Spacewatch           |
| (161619)              | 2005 VH120             | 5 novembre 2005       | Spacewatch           |
| (161620)              | 2005 WV57              | 25 novembre 2005      | CSS                  |
| (161621)              | 2005 WM92              | 25 novembre 2005      | Mt. Lemmon Survey    |
| (161622)              | 2005 WM115             | 29 novembre 2005      | Mt. Lemmon Survey    |
| (161623)              | 2005 WF158             | 26 novembre 2005      | Mt. Lemmon Survey    |
| (161624)              | 2005 WB202             | 29 novembre 2005      | Spacewatch           |
| (161625) Susskind     | 2005 YJ7               | 22 décembre 2005      | CSS                  |
| (161626)              | 2005 YD8               | 22 décembre 2005      | Spacewatch           |
| (161627)              | 2005 YH8               | 22 décembre 2005      | Spacewatch           |
| (161628)              | 2005 YW29              | 25 décembre 2005      | Spacewatch           |
| (161629)              | 2005 YL47              | 25 décembre 2005      | CSS                  |
| (161630)              | 2005 YP93              | 27 décembre 2005      | CSS                  |
| (161631)              | 2005 YS130             | 25 décembre 2005      | Spacewatch           |
| (161632)              | 2005 YB244             | 30 décembre 2005      | Spacewatch           |
| (161633)              | 2005 YL247             | 30 décembre 2005      | Mt. Lemmon Survey    |
| (161634)              | 2005 YN277             | 25 décembre 2005      | Spacewatch           |
| (161635)              | 2005 YU290             | 25 décembre 2005      | Mt. Lemmon Survey    |
| (161636)              | 2006 AR50              | 5 janvier 2006        | Spacewatch           |
| (161637)              | 2006 AM58              | 8 janvier 2006        | Spacewatch           |
| (161638)              | 2006 AA68              | 5 janvier 2006        | Mt. Lemmon Survey    |
| (161639)              | 2006 AS78              | 4 janvier 2006        | Spacewatch           |
| (161640)              | 2006 BJ5               | 21 janvier 2006       | Mt. Lemmon Survey    |
| (161641)              | 2006 BE11              | 20 janvier 2006       | Spacewatch           |
| (161642)              | 2006 BZ21              | 22 janvier 2006       | Mt. Lemmon Survey    |
| (161643)              | 2006 BS25              | 23 janvier 2006       | Mt. Lemmon Survey    |
| (161644)              | 2006 BC30              | 20 janvier 2006       | Spacewatch           |
| (161645)              | 2006 BO40              | 21 janvier 2006       | Spacewatch           |
| (161646)              | 2006 BL56              | 21 janvier 2006       | Mt. Lemmon Survey    |
| (161647)              | 2006 BO69              | 23 janvier 2006       | Spacewatch           |
| (161648)              | 2006 BH87              | 25 janvier 2006       | Spacewatch           |
| (161649)              | 2006 BR95              | 26 janvier 2006       | Spacewatch           |
| (161650)              | 2006 BM97              | 26 janvier 2006       | Mt. Lemmon Survey    |
| (161651)              | 2006 BJ175             | 27 janvier 2006       | Spacewatch           |
| (161652)              | 2006 BC181             | 27 janvier 2006       | Mt. Lemmon Survey    |
| (161653)              | 2006 BB206             | 31 janvier 2006       | Mt. Lemmon Survey    |
| (161654)              | 2006 BE211             | 31 janvier 2006       | Spacewatch           |
| (161655)              | 2006 BZ234             | 31 janvier 2006       | Spacewatch           |
| (161656)              | 2006 BG251             | 31 janvier 2006       | Spacewatch           |
| (161657)              | 2006 BM268             | 27 janvier 2006       | CSS                  |
| (161658)              | 2006 BS269             | 28 janvier 2006       | LONEOS               |
| (161659)              | 2006 CB23              | 1er février 2006      | Spacewatch           |
| (161660)              | 2006 CW34              | 2 février 2006        | Mt. Lemmon Survey    |
| (161661) Bobbyclarke  | 2006 CN59              | 6 février 2006        | Mt. Lemmon Survey    |
| (161662)              | 2006 CV59              | 6 février 2006        | Mt. Lemmon Survey    |
| (161663)              | 2006 DM3               | 20 février 2006       | CSS                  |
| (161664)              | 2006 DM16              | 20 février 2006       | Spacewatch           |
| (161665)              | 2006 DS48              | 21 février 2006       | CSS                  |
| (161666)              | 2006 DN59              | 24 février 2006       | Mt. Lemmon Survey    |
| (161667)              | 2006 DD71              | 21 février 2006       | Mt. Lemmon Survey    |
| (161668)              | 2006 DS79              | 24 février 2006       | Spacewatch           |
| (161669)              | 2006 DL83              | 24 février 2006       | Spacewatch           |
| (161670)              | 2006 DP88              | 24 février 2006       | Spacewatch           |
| (161671)              | 2006 DT90              | 24 février 2006       | Spacewatch           |
| (161672)              | 2006 DB107             | 25 février 2006       | Mt. Lemmon Survey    |
| (161673)              | 2006 DH211             | 24 février 2006       | Spacewatch           |
| (161674)              | 2006 EM53              | 2 mars 2006           | Spacewatch           |
| (161675)              | 2006 FU1               | 22 mars 2006          | CSS                  |
| (161676)              | 2006 FQ4               | 23 mars 2006          | Spacewatch           |
| (161677)              | 2006 FM13              | 23 mars 2006          | Spacewatch           |
| (161678)              | 2006 FK17              | 23 mars 2006          | Mt. Lemmon Survey    |
| (161679)              | 2006 FY46              | 23 mars 2006          | CSS                  |
| (161680)              | 2006 GD15              | 2 avril 2006          | Spacewatch           |
| (161681)              | 2006 GK24              | 2 avril 2006          | Spacewatch           |
| (161682)              | 2006 GP33              | 7 avril 2006          | Mt. Lemmon Survey    |
| (161683)              | 2006 GY42              | 12 avril 2006         | NEAT                 |
| (161684)              | 2006 GD50              | 8 avril 2006          | Siding Spring Survey |
| (161685)              | 2006 GD52              | 9 avril 2006          | CSS                  |
| (161686)              | 2006 HX16              | 19 avril 2006         | LONEOS               |
| (161687)              | 2006 HC17              | 20 avril 2006         | Spacewatch           |
| (161688)              | 2006 HX24              | 20 avril 2006         | Spacewatch           |
| (161689)              | 2006 HD30              | 19 avril 2006         | CSS                  |
| (161690)              | 2006 HF32              | 19 avril 2006         | Spacewatch           |
| (161691)              | 2006 HX41              | 21 avril 2006         | Spacewatch           |
| (161692)              | 2006 HS44              | 24 avril 2006         | Mt. Lemmon Survey    |
| (161693) Attilladanko | 2006 HL46              | 26 avril 2006         | Lowe, A.             |
| (161694)              | 2006 HV52              | 19 avril 2006         | LONEOS               |
| (161695)              | 2006 HL81              | 26 avril 2006         | Spacewatch           |
| (161696)              | 2006 HR83              | 26 avril 2006         | Spacewatch           |
| (161697)              | 2006 HZ104             | 19 avril 2006         | CSS                  |
| (161698)              | 2006 HL120             | 30 avril 2006         | Spacewatch           |
| (161699) Lisahardaway | 2006 HR140             | 26 avril 2006         | Buie, M. W.          |
| (161700)              | 2006 JK32              | 3 mai 2006            | Spacewatch           |

### 161701-161800
| Nom               | Désignation provisoire | Date de la découverte | Découvreur             |
| ----------------- | ---------------------- | --------------------- | ---------------------- |
| (161701)          | 2006 JW41              | 7 mai 2006            | Spacewatch             |
| (161702)          | 2006 JZ46              | 5 mai 2006            | LONEOS                 |
| (161703)          | 2006 JH52              | 5 mai 2006            | LONEOS                 |
| (161704)          | 2006 JL55              | 1er mai 2006          | CSS                    |
| (161705)          | 2006 KJ                | 16 mai 2006           | NEAT                   |
| (161706)          | 2006 KG2               | 17 mai 2006           | Siding Spring Survey   |
| (161707)          | 2006 KY2               | 18 mai 2006           | NEAT                   |
| (161708)          | 2006 KX37              | 24 mai 2006           | Mt. Lemmon Survey      |
| (161709)          | 2006 KJ48              | 21 mai 2006           | Spacewatch             |
| (161710)          | 2006 KV75              | 24 mai 2006           | NEAT                   |
| (161711)          | 2006 KU88              | 26 mai 2006           | Spacewatch             |
| (161712)          | 2006 KF91              | 24 mai 2006           | Mt. Lemmon Survey      |
| (161713)          | 2006 KJ109             | 31 mai 2006           | Mt. Lemmon Survey      |
| (161714)          | 2006 MH                | 16 juin 2006          | Spacewatch             |
| (161715) Wenchuan | 2006 MZ12              | 23 juin 2006          | Ye, Q.-z., Yang, T.-C. |
| (161716)          | 2006 OS15              | 26 juillet 2006       | Siding Spring Survey   |
| (161717)          | 2006 PL23              | 12 août 2006          | NEAT                   |
| (161718)          | 2006 QP28              | 21 août 2006          | Spacewatch             |
| (161719)          | 2006 QM123             | 29 août 2006          | CSS                    |
| (161720)          | 2006 QK126             | 16 août 2006          | NEAT                   |
| (161721)          | 2006 RF11              | 12 septembre 2006     | CSS                    |
| (161722)          | 2006 RH20              | 15 septembre 2006     | LINEAR                 |
| (161723)          | 2006 RT21              | 15 septembre 2006     | Spacewatch             |
| (161724)          | 2006 RB48              | 14 septembre 2006     | CSS                    |
| (161725)          | 2006 RK48              | 14 septembre 2006     | CSS                    |
| (161726)          | 2006 RB102             | 15 septembre 2006     | Spacewatch             |
| (161727)          | 2006 SW7               | 16 septembre 2006     | LINEAR                 |
| (161728)          | 2006 SQ20              | 18 septembre 2006     | Tucker, R. A.          |
| (161729)          | 2006 SZ23              | 18 septembre 2006     | CSS                    |
| (161730)          | 2006 SE27              | 16 septembre 2006     | CSS                    |
| (161731)          | 2006 SG36              | 17 septembre 2006     | LONEOS                 |
| (161732)          | 2006 SV42              | 18 septembre 2006     | CSS                    |
| (161733)          | 2006 ST44              | 17 septembre 2006     | LONEOS                 |
| (161734)          | 2006 SP83              | 18 septembre 2006     | Spacewatch             |
| (161735)          | 2006 SC87              | 18 septembre 2006     | Spacewatch             |
| (161736)          | 2006 SA121             | 18 septembre 2006     | CSS                    |
| (161737)          | 2006 SR121             | 18 septembre 2006     | CSS                    |
| (161738)          | 2006 SD126             | 20 septembre 2006     | LINEAR                 |
| (161739)          | 2006 SL126             | 21 septembre 2006     | LONEOS                 |
| (161740)          | 2006 SE154             | 20 septembre 2006     | NEAT                   |
| (161741)          | 2006 SU207             | 25 septembre 2006     | Spacewatch             |
| (161742)          | 2006 SV238             | 26 septembre 2006     | Spacewatch             |
| (161743)          | 2006 SR253             | 26 septembre 2006     | Mt. Lemmon Survey      |
| (161744)          | 2006 SK259             | 26 septembre 2006     | Spacewatch             |
| (161745)          | 2006 SV262             | 26 septembre 2006     | Mt. Lemmon Survey      |
| (161746)          | 2006 SF267             | 26 septembre 2006     | Spacewatch             |
| (161747)          | 2006 SY272             | 27 septembre 2006     | LINEAR                 |
| (161748)          | 2006 SR274             | 27 septembre 2006     | Mt. Lemmon Survey      |
| (161749)          | 2006 ST274             | 27 septembre 2006     | Mt. Lemmon Survey      |
| (161750) Garyladd | 2006 SQ285             | 25 septembre 2006     | Mt. Lemmon Survey      |
| (161751)          | 2006 SU287             | 22 septembre 2006     | CSS                    |
| (161752)          | 2006 SX289             | 26 septembre 2006     | Siding Spring Survey   |
| (161753)          | 2006 SW327             | 27 septembre 2006     | Spacewatch             |
| (161754)          | 2006 SJ354             | 30 septembre 2006     | CSS                    |
| (161755)          | 2006 SQ354             | 30 septembre 2006     | Mt. Lemmon Survey      |
| (161756)          | 2006 SB360             | 30 septembre 2006     | CSS                    |
| (161757)          | 2006 TH                | 2 octobre 2006        | Lowe, A.               |
| (161758)          | 2006 TL18              | 11 octobre 2006       | Spacewatch             |
| (161759)          | 2006 TO20              | 11 octobre 2006       | Spacewatch             |
| (161760)          | 2006 TU25              | 12 octobre 2006       | Spacewatch             |
| (161761)          | 2006 TK26              | 12 octobre 2006       | Spacewatch             |
| (161762)          | 2006 TQ29              | 12 octobre 2006       | Spacewatch             |
| (161763)          | 2006 TO30              | 12 octobre 2006       | Spacewatch             |
| (161764)          | 2006 TV49              | 12 octobre 2006       | NEAT                   |
| (161765)          | 2006 TH55              | 12 octobre 2006       | NEAT                   |
| (161766)          | 2006 TC56              | 13 octobre 2006       | Spacewatch             |
| (161767)          | 2006 TW62              | 10 octobre 2006       | NEAT                   |
| (161768)          | 2006 TA64              | 10 octobre 2006       | NEAT                   |
| (161769)          | 2006 TP67              | 11 octobre 2006       | Spacewatch             |
| (161770)          | 2006 TK73              | 11 octobre 2006       | NEAT                   |
| (161771)          | 2006 TY86              | 13 octobre 2006       | Spacewatch             |
| (161772)          | 2006 TG89              | 13 octobre 2006       | Spacewatch             |
| (161773)          | 2006 TG90              | 13 octobre 2006       | Spacewatch             |
| (161774)          | 2006 TU91              | 13 octobre 2006       | Spacewatch             |
| (161775)          | 2006 TG108             | 1er octobre 2006      | Siding Spring Survey   |
| (161776)          | 2006 UJ7               | 16 octobre 2006       | CSS                    |
| (161777)          | 2006 UE11              | 17 octobre 2006       | Mt. Lemmon Survey      |
| (161778)          | 2006 US27              | 16 octobre 2006       | Spacewatch             |
| (161779)          | 2006 UN50              | 17 octobre 2006       | Spacewatch             |
| (161780)          | 2006 UQ70              | 16 octobre 2006       | CSS                    |
| (161781)          | 2006 UX108             | 18 octobre 2006       | Spacewatch             |
| (161782)          | 2006 UJ112             | 19 octobre 2006       | Spacewatch             |
| (161783)          | 2006 UB132             | 19 octobre 2006       | CSS                    |
| (161784)          | 2006 UZ138             | 19 octobre 2006       | Spacewatch             |
| (161785)          | 2006 UR179             | 16 octobre 2006       | CSS                    |
| (161786)          | 2006 UK189             | 19 octobre 2006       | CSS                    |
| (161787)          | 2006 UA192             | 19 octobre 2006       | CSS                    |
| (161788)          | 2006 UR208             | 23 octobre 2006       | Spacewatch             |
| (161789)          | 2006 UW255             | 27 octobre 2006       | Mt. Lemmon Survey      |
| (161790)          | 2006 UK261             | 28 octobre 2006       | Spacewatch             |
| (161791)          | 2006 UM261             | 28 octobre 2006       | CSS                    |
| (161792)          | 2006 UO274             | 28 octobre 2006       | Spacewatch             |
| (161793)          | 2006 UT286             | 28 octobre 2006       | Mt. Lemmon Survey      |
| (161794)          | 2006 UE287             | 28 octobre 2006       | Spacewatch             |
| (161795)          | 2006 VJ29              | 10 novembre 2006      | Spacewatch             |
| (161796)          | 2006 VT34              | 11 novembre 2006      | CSS                    |
| (161797)          | 2006 VL45              | 2 novembre 2006       | CSS                    |
| (161798)          | 2006 VN48              | 10 novembre 2006      | LINEAR                 |
| (161799)          | 2006 VT51              | 10 novembre 2006      | Spacewatch             |
| (161800)          | 2006 VJ63              | 11 novembre 2006      | Spacewatch             |

### 161801-161900
| Nom                     | Désignation provisoire | Date de la découverte | Découvreur        |
| ----------------------- | ---------------------- | --------------------- | ----------------- |
| (161801)                | 2006 VS64              | 11 novembre 2006      | Spacewatch        |
| (161802)                | 2006 VN75              | 11 novembre 2006      | Spacewatch        |
| (161803)                | 2006 VL85              | 13 novembre 2006      | Spacewatch        |
| (161804)                | 2006 VO87              | 14 novembre 2006      | CSS               |
| (161805)                | 2006 VQ89              | 14 novembre 2006      | Spacewatch        |
| (161806)                | 2006 VZ92              | 15 novembre 2006      | Mt. Lemmon Survey |
| (161807)                | 2006 VS96              | 10 novembre 2006      | Spacewatch        |
| (161808)                | 2006 VT119             | 14 novembre 2006      | Spacewatch        |
| (161809)                | 2006 VM144             | 15 novembre 2006      | Mt. Lemmon Survey |
| (161810)                | 2006 VO147             | 15 novembre 2006      | CSS               |
| (161811)                | 2006 VL168             | 14 novembre 2006      | Mt. Lemmon Survey |
| (161812)                | 2006 WV24              | 17 novembre 2006      | Mt. Lemmon Survey |
| (161813)                | 2006 WW26              | 18 novembre 2006      | LINEAR            |
| (161814)                | 2006 WS27              | 22 novembre 2006      | Yeung, W. K. Y.   |
| (161815) 2006 WK30      | 2006 WK30              | 24 novembre 2006      | Trois-Rivieres    |
| (161816)                | 2006 WB45              | 16 novembre 2006      | LINEAR            |
| (161817)                | 2006 WL66              | 17 novembre 2006      | Mt. Lemmon Survey |
| (161818)                | 2006 WB86              | 18 novembre 2006      | LINEAR            |
| (161819)                | 2006 WS86              | 18 novembre 2006      | LINEAR            |
| (161820)                | 2006 WG89              | 18 novembre 2006      | LINEAR            |
| (161821)                | 2006 WP101             | 19 novembre 2006      | CSS               |
| (161822)                | 2006 WO103             | 19 novembre 2006      | Spacewatch        |
| (161823)                | 2006 WG104             | 19 novembre 2006      | Spacewatch        |
| (161824)                | 2006 WN131             | 17 novembre 2006      | Spacewatch        |
| (161825)                | 2006 WE135             | 18 novembre 2006      | LINEAR            |
| (161826)                | 2006 WX148             | 20 novembre 2006      | Spacewatch        |
| (161827)                | 2006 WX151             | 21 novembre 2006      | LINEAR            |
| (161828)                | 2006 WF178             | 23 novembre 2006      | Mt. Lemmon Survey |
| (161829)                | 2006 XQ8               | 9 décembre 2006       | NEAT              |
| (161830)                | 2006 XZ25              | 12 décembre 2006      | CSS               |
| (161831)                | 2006 XZ32              | 10 décembre 2006      | Spacewatch        |
| (161832)                | 2006 XV36              | 11 décembre 2006      | Spacewatch        |
| (161833)                | 2006 XC49              | 13 décembre 2006      | Mt. Lemmon Survey |
| (161834)                | 2006 XU50              | 13 décembre 2006      | Mt. Lemmon Survey |
| (161835) Barbmcclintock | 2006 XY50              | 13 décembre 2006      | Mt. Lemmon Survey |
| (161836)                | 2006 XX57              | 14 décembre 2006      | LINEAR            |
| (161837)                | 2006 XZ63              | 11 décembre 2006      | CSS               |
| (161838)                | 2006 XO66              | 13 décembre 2006      | Mt. Lemmon Survey |
| (161839)                | 2006 YB7               | 20 décembre 2006      | NEAT              |
| (161840)                | 2006 YC16              | 21 décembre 2006      | Spacewatch        |
| (161841)                | 2006 YN18              | 23 décembre 2006      | Mt. Lemmon Survey |
| (161842)                | 2007 AV7               | 9 janvier 2007        | Spacewatch        |
| (161843)                | 2007 AZ7               | 9 janvier 2007        | NEAT              |
| (161844)                | 2007 AZ9               | 8 janvier 2007        | Mt. Lemmon Survey |
| (161845)                | 2007 AK18              | 9 janvier 2007        | CSS               |
| (161846)                | 2007 AG21              | 10 janvier 2007       | Mt. Lemmon Survey |
| (161847)                | 2007 AP24              | 15 janvier 2007       | CSS               |
| (161848)                | 2007 AZ25              | 15 janvier 2007       | LONEOS            |
| (161849)                | 2007 AL27              | 15 janvier 2007       | CSS               |
| (161850)                | 2007 BY7               | 24 janvier 2007       | Lowe, A.          |
| (161851)                | 2007 BQ8               | 16 janvier 2007       | CSS               |
| (161852)                | 2007 BP18              | 17 janvier 2007       | Mt. Lemmon Survey |
| (161853)                | 2007 BR19              | 23 janvier 2007       | LONEOS            |
| (161854)                | 2007 BQ29              | 24 janvier 2007       | LINEAR            |
| (161855)                | 2007 BH30              | 24 janvier 2007       | CSS               |
| (161856)                | 2007 BL40              | 24 janvier 2007       | Mt. Lemmon Survey |
| (161857)                | 2007 BU40              | 24 janvier 2007       | Mt. Lemmon Survey |
| (161858)                | 2007 BD42              | 24 janvier 2007       | CSS               |
| (161859)                | 2007 BN42              | 24 janvier 2007       | CSS               |
| (161860)                | 2007 BP43              | 24 janvier 2007       | CSS               |
| (161861)                | 2007 BX44              | 25 janvier 2007       | CSS               |
| (161862)                | 2007 BJ49              | 17 janvier 2007       | Spacewatch        |
| (161863)                | 2007 BP50              | 23 janvier 2007       | LINEAR            |
| (161864)                | 2007 BE53              | 24 janvier 2007       | Spacewatch        |
| (161865)                | 2007 BX59              | 26 janvier 2007       | LONEOS            |
| (161866)                | 2007 BF70              | 27 janvier 2007       | Mt. Lemmon Survey |
| (161867)                | 2007 CD                | 5 février 2007        | Lowe, A.          |
| (161868)                | 2007 CQ                | 5 février 2007        | NEAT              |
| (161869)                | 2007 CW5               | 8 février 2007        | Lowe, A.          |
| (161870)                | 2007 CC7               | 6 février 2007        | Spacewatch        |
| (161871)                | 2007 CE12              | 6 février 2007        | Spacewatch        |
| (161872)                | 2007 CM13              | 7 février 2007        | Mt. Lemmon Survey |
| (161873)                | 2007 CG15              | 7 février 2007        | CSS               |
| (161874)                | 2007 CS22              | 6 février 2007        | NEAT              |
| (161875)                | 2007 CK25              | 8 février 2007        | Spacewatch        |
| (161876)                | 2007 CW28              | 6 février 2007        | NEAT              |
| (161877)                | 2007 CR34              | 6 février 2007        | NEAT              |
| (161878)                | 2007 CL36              | 6 février 2007        | Mt. Lemmon Survey |
| (161879)                | 2007 CT40              | 7 février 2007        | Spacewatch        |
| (161880)                | 2007 CP44              | 8 février 2007        | NEAT              |
| (161881)                | 2007 CS45              | 8 février 2007        | NEAT              |
| (161882)                | 2007 CM46              | 8 février 2007        | Mt. Lemmon Survey |
| (161883)                | 2007 CU46              | 8 février 2007        | NEAT              |
| (161884)                | 2007 CD54              | 10 février 2007       | CSS               |
| (161885)                | 2007 CF56              | 15 février 2007       | CSS               |
| (161886)                | 2007 CO58              | 10 février 2007       | NEAT              |
| (161887)                | 2007 CG59              | 10 février 2007       | CSS               |
| (161888)                | 2007 CP62              | 13 février 2007       | LINEAR            |
| (161889)                | 2007 DP3               | 16 février 2007       | Mt. Lemmon Survey |
| (161890)                | 2007 DT3               | 16 février 2007       | Mt. Lemmon Survey |
| (161891)                | 2007 DW10              | 17 février 2007       | Spacewatch        |
| (161892)                | 2007 DK19              | 17 février 2007       | Spacewatch        |
| (161893)                | 2007 DJ23              | 17 février 2007       | Spacewatch        |
| (161894)                | 2007 DZ29              | 17 février 2007       | Spacewatch        |
| (161895)                | 2007 DV30              | 17 février 2007       | Spacewatch        |
| (161896)                | 2007 DE34              | 17 février 2007       | Spacewatch        |
| (161897)                | 2007 DQ41              | 21 février 2007       | Mt. Lemmon Survey |
| (161898)                | 2007 DS44              | 17 février 2007       | NEAT              |
| (161899)                | 2007 DZ44              | 19 février 2007       | Mt. Lemmon Survey |
| (161900)                | 2007 DF47              | 21 février 2007       | Mt. Lemmon Survey |

### 161901-162000
| Nom              | Désignation provisoire | Date de la découverte | Découvreur                                                |
| ---------------- | ---------------------- | --------------------- | --------------------------------------------------------- |
| (161901)         | 2007 DD51              | 17 février 2007       | LINEAR                                                    |
| (161902)         | 2007 DG52              | 17 février 2007       | Mt. Lemmon Survey                                         |
| (161903)         | 2007 DK54              | 21 février 2007       | Spacewatch                                                |
| (161904)         | 2007 DU54              | 21 février 2007       | Spacewatch                                                |
| (161905)         | 2007 DN59              | 22 février 2007       | Spacewatch                                                |
| (161906)         | 2007 DW59              | 22 février 2007       | LONEOS                                                    |
| (161907)         | 2007 DL60              | 21 février 2007       | LINEAR                                                    |
| (161908)         | 2007 DD79              | 23 février 2007       | Spacewatch                                                |
| (161909)         | 2007 DO82              | 23 février 2007       | CSS                                                       |
| (161910)         | 2007 DE86              | 21 février 2007       | Spacewatch                                                |
| (161911)         | 2007 DV91              | 23 février 2007       | Mt. Lemmon Survey                                         |
| (161912)         | 2007 DY97              | 23 février 2007       | Spacewatch                                                |
| (161913) Hunyadi | 2007 EA                | 5 mars 2007           | Sarneczky, K.                                             |
| (161914)         | 2007 EE9               | 9 mars 2007           | Mt. Lemmon Survey                                         |
| (161915)         | 2007 EY24              | 10 mars 2007          | Mt. Lemmon Survey                                         |
| (161916)         | 2007 EO34              | 10 mars 2007          | NEAT                                                      |
| (161917)         | 2007 EK36              | 11 mars 2007          | CSS                                                       |
| (161918)         | 2007 EY37              | 11 mars 2007          | Mt. Lemmon Survey                                         |
| (161919)         | 2007 EH48              | 9 mars 2007           | Spacewatch                                                |
| (161920)         | 2007 EP51              | 10 mars 2007          | Mt. Lemmon Survey                                         |
| (161921)         | 2007 EX56              | 14 mars 2007          | Lowe, A.                                                  |
| (161922)         | 2007 EA57              | 14 mars 2007          | Lowe, A.                                                  |
| (161923)         | 2007 EP86              | 13 mars 2007          | Mt. Lemmon Survey                                         |
| (161924)         | 2007 EZ86              | 13 mars 2007          | CSS                                                       |
| (161925)         | 2007 EM101             | 11 mars 2007          | Spacewatch                                                |
| (161926)         | 2007 EX108             | 11 mars 2007          | Spacewatch                                                |
| (161927)         | 2007 EU119             | 13 mars 2007          | Mt. Lemmon Survey                                         |
| (161928)         | 2007 EB133             | 9 mars 2007           | Mt. Lemmon Survey                                         |
| (161929)         | 2007 ET133             | 9 mars 2007           | Mt. Lemmon Survey                                         |
| (161930)         | 2007 EG161             | 14 mars 2007          | Siding Spring Survey                                      |
| (161931)         | 2007 EK171             | 11 mars 2007          | CSS                                                       |
| (161932)         | 2007 EU172             | 14 mars 2007          | Spacewatch                                                |
| (161933)         | 2007 EB181             | 14 mars 2007          | Spacewatch                                                |
| (161934)         | 2007 EJ185             | 14 mars 2007          | Mt. Lemmon Survey                                         |
| (161935)         | 2007 EN199             | 10 mars 2007          | Mt. Lemmon Survey                                         |
| (161936)         | 2007 FX23              | 20 mars 2007          | Spacewatch                                                |
| (161937)         | 2007 FC34              | 25 mars 2007          | Mt. Lemmon Survey                                         |
| (161938)         | 2007 FB37              | 26 mars 2007          | Spacewatch                                                |
| (161939)         | 2007 FT38              | 25 mars 2007          | CSS                                                       |
| (161940)         | 2007 FU38              | 26 mars 2007          | Mt. Lemmon Survey                                         |
| (161941)         | 2007 FT43              | 18 mars 2007          | Spacewatch                                                |
| (161942)         | 2007 GS1               | 10 avril 2007         | Lowe, A.                                                  |
| (161943)         | 2007 GF18              | 11 avril 2007         | CSS                                                       |
| (161944)         | 2007 GM20              | 11 avril 2007         | Mt. Lemmon Survey                                         |
| (161945)         | 2007 GP21              | 11 avril 2007         | Mt. Lemmon Survey                                         |
| (161946)         | 2007 GX23              | 11 avril 2007         | Spacewatch                                                |
| (161947)         | 2007 GD25              | 12 avril 2007         | Siding Spring Survey                                      |
| (161948)         | 2007 GU29              | 13 avril 2007         | Siding Spring Survey                                      |
| (161949)         | 2007 GF30              | 14 avril 2007         | Spacewatch                                                |
| (161950)         | 2007 GJ41              | 14 avril 2007         | Spacewatch                                                |
| (161951)         | 2007 GX47              | 14 avril 2007         | Spacewatch                                                |
| (161952)         | 2007 GA60              | 15 avril 2007         | Spacewatch                                                |
| (161953)         | 2007 HD17              | 16 avril 2007         | CSS                                                       |
| (161954)         | 2007 HB18              | 16 avril 2007         | CSS                                                       |
| (161955)         | 2007 HZ26              | 18 avril 2007         | Spacewatch                                                |
| (161956)         | 2007 HG39              | 20 avril 2007         | Spacewatch                                                |
| (161957)         | 2007 HR41              | 20 avril 2007         | Mt. Lemmon Survey                                         |
| (161958)         | 2007 HV46              | 20 avril 2007         | Spacewatch                                                |
| (161959)         | 2007 HH48              | 20 avril 2007         | Spacewatch                                                |
| (161960)         | 2007 HA64              | 22 avril 2007         | Mt. Lemmon Survey                                         |
| (161961)         | 2007 HO65              | 22 avril 2007         | CSS                                                       |
| (161962) Galchyn | 2007 HE84              | 27 avril 2007         | Andrushivka                                               |
| (161963)         | 2007 HU85              | 24 avril 2007         | Spacewatch                                                |
| (161964)         | 2007 HV85              | 24 avril 2007         | Spacewatch                                                |
| (161965)         | 2007 HX87              | 26 avril 2007         | Spacewatch                                                |
| (161966)         | 2007 JP3               | 6 mai 2007            | Spacewatch                                                |
| (161967)         | 2007 JE28              | 10 mai 2007           | Spacewatch                                                |
| (161968)         | 2007 JQ32              | 12 mai 2007           | Spacewatch                                                |
| (161969)         | 2007 JS32              | 12 mai 2007           | Spacewatch                                                |
| (161970)         | 2007 JW34              | 10 mai 2007           | Spacewatch                                                |
| (161971)         | 2007 JN38              | 12 mai 2007           | Mt. Lemmon Survey                                         |
| (161972)         | 2007 JJ40              | 10 mai 2007           | Mt. Lemmon Survey                                         |
| (161973)         | 2007 KJ5               | 24 mai 2007           | Mt. Lemmon Survey                                         |
| (161974)         | 2007 KP7               | 16 mai 2007           | Siding Spring Survey                                      |
| (161975) Kincsem | 2007 LO                | 8 juin 2007           | Sarneczky, K.                                             |
| (161976)         | 2007 LY1               | 7 juin 2007           | Spacewatch                                                |
| (161977)         | 2007 LE3               | 8 juin 2007           | CSS                                                       |
| (161978)         | 2007 LU16              | 10 juin 2007          | Spacewatch                                                |
| (161979)         | 2007 MU24              | 23 juin 2007          | Spacewatch                                                |
| (161980)         | 2007 OR3               | 18 juillet 2007       | Chante-Perdrix                                            |
| (161981)         | 4745 P-L               | 24 septembre 1960     | van Houten, C. J., van Houten-Groeneveld, I., Gehrels, T. |
| (161982)         | 6159 P-L               | 24 septembre 1960     | van Houten, C. J., van Houten-Groeneveld, I., Gehrels, T. |
| (161983)         | 6236 P-L               | 24 septembre 1960     | van Houten, C. J., van Houten-Groeneveld, I., Gehrels, T. |
| (161984)         | 6515 P-L               | 24 septembre 1960     | van Houten, C. J., van Houten-Groeneveld, I., Gehrels, T. |
| (161985)         | 1253 T-2               | 29 septembre 1973     | van Houten, C. J., van Houten-Groeneveld, I., Gehrels, T. |
| (161986)         | 3418 T-2               | 30 septembre 1973     | van Houten, C. J., van Houten-Groeneveld, I., Gehrels, T. |
| (161987)         | 2026 T-3               | 16 octobre 1977       | van Houten, C. J., van Houten-Groeneveld, I., Gehrels, T. |
| (161988)         | 4069 T-3               | 16 octobre 1977       | van Houten, C. J., van Houten-Groeneveld, I., Gehrels, T. |
| (161989) Cacus   | 1978 CA                | 8 février 1978        | Schuster, H.-E.                                           |
| (161990)         | 1981 EY29              | 2 mars 1981           | Bus, S. J.                                                |
| (161991)         | 1981 EU36              | 7 mars 1981           | Bus, S. J.                                                |
| (161992)         | 1981 EK38              | 1er mars 1981         | Bus, S. J.                                                |
| (161993)         | 1981 EG45              | 1er mars 1981         | Bus, S. J.                                                |
| (161994)         | 1981 EK48              | 7 mars 1981           | Bus, S. J.                                                |
| (161995)         | 1983 LB                | 13 juin 1983          | Swanson, S. R., Helin, E. F.                              |
| (161996)         | 1985 RH3               | 6 septembre 1985      | Debehogne, H.                                             |
| (161997)         | 1987 AN                | 1er janvier 1987      | Norgaard-Nielsen, H. U.                                   |
| (161998)         | 1988 PA                | 9 août 1988           | Alu, J.                                                   |
| (161999)         | 1989 RC                | 5 septembre 1989      | Alu, J., Helin, E. F.                                     |
| (162000)         | 1990 OS                | 21 juillet 1990       | Helin, E. F.                                              |

## Sources
- (en) Base de données du Centre des planètes mineures